# Torsås by
Torsås by eller Torsåsby är en by i Västra Torsås socken. Här återfinns Västra Torsås kapell som ligger där sockenkyrkan tidigare har legat. Från 2015 avgränsar SCB här en småort.